# Большое Богдо
Гора Большо́е Богдо́ (устар. Большо́й Богдо́; от калм. Богд уул) — высокий вытянутый холм (соляной купол) в Ахтубинском районе Астраханской области России, самая высокая точка Прикаспийской низменности, высотой 152 м над средним уровнем моря (по другим данным высота 149 м абс.).
Рядом развиты наземные и подземные формы карстового рельефа — балки, воронки, пещеры, гроты и т. п. На сегодняшний день насчитывается более 30 пещер, самая крупная из них достигает 1,5 км. Располагается на территории Богдинско-Баскунчакского заповедника.

## Название
«Богдо» — традиционная форма русской передачи монгольского (калмыцкого) термина, обозначающего «великий» или «святой». Уточнение «Большой» или «Большое» даётся для различения с располагающейся в смежном районе Казахстана (Западно-Казахстанская область) горы Малый Богдо, находящейся в 40 км к северо-северо-востоку и имеющей отметку высоты вершины всего 37,5 м над уровнем моря.
Название горы было присвоено железнодорожной станции Богдо, расположенной в 19 км к югу от горы.
В дореволюционных источниках по географии, геологии, растительности и животном мире региона использовалась форма мужского рода «Большой Богдо» (равно как и «Малый Богдо»), в послереволюционных источниках начала преобладать форма среднего рода «Большое Богдо», тем не менее традиционное употребление наименования горы в мужском роде сохраняется и в XXI веке.

## История

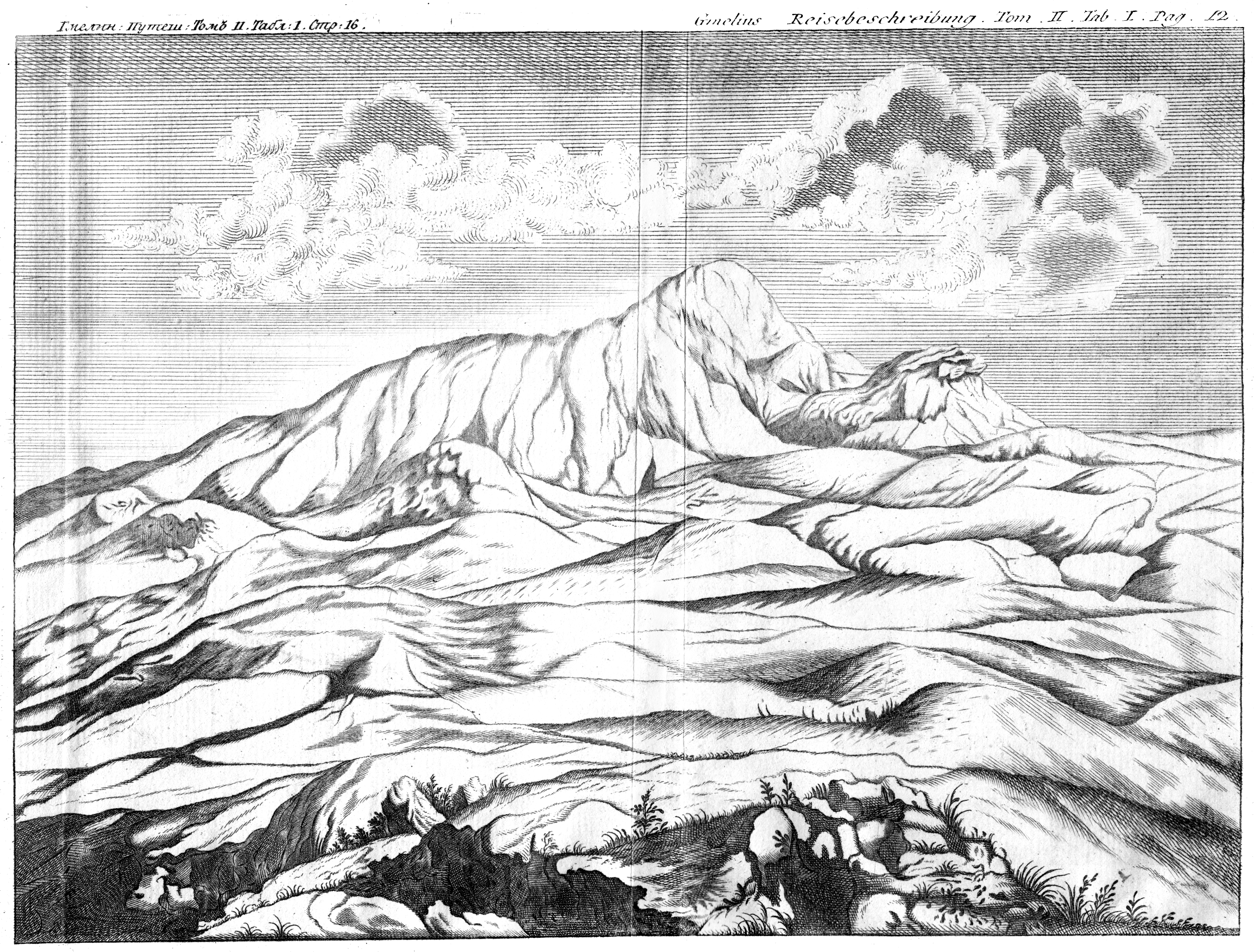
Гора Богдо, рисунок 1769—1770 г.

Исследования горы начались в 1769 году C. Г. Гмелиным.
В 1774 году продолжены П. С. Палласом, который впервые для России нашёл там присутствие триасовых (во времена Палласа ещё не было такого периода, геология не «доросла» ещё до этого) геологических отложений в виде раковин цератитов.
В 1854 году гора изучалась экспедицией И. Б. Ауэрбаха. Он установил её географическое положение и привёз в Санкт-Петербург образцы серы и ископаемой фауны. Установил наличие здесь известняка, глин, гипсов.
В 1926 году состоялась первая самостоятельная экспедиция в Прикаспий на гору Большой Богдо будущего учёного и писателя-фантаста Ивана Антоновича Ефремова (1908—1972) на одно из первых открытых в России местонахождений остатков нижнетриасовых земноводных — лабиринтодонтов. Ему было всего 18 лет. Это реальное событие потом легло в основу одного из его первых рассказов «Белый Рог».

## География
У подножия горы лежит озеро Баскунчак, его уровень на 21 м ниже уровня моря, а вершина горы — на 149 м выше уровня моря.
Высота горы увеличивается с каждым годом примерно на 1 мм из-за выпирающего соляного купола.
В окрестностях горы Большое Богдо и озера Баскунчак имеются карстовые воронки, котловины, провалы и пещеры протяжённостью до 1,5 км (Баскунчакская пещера).

## Геология

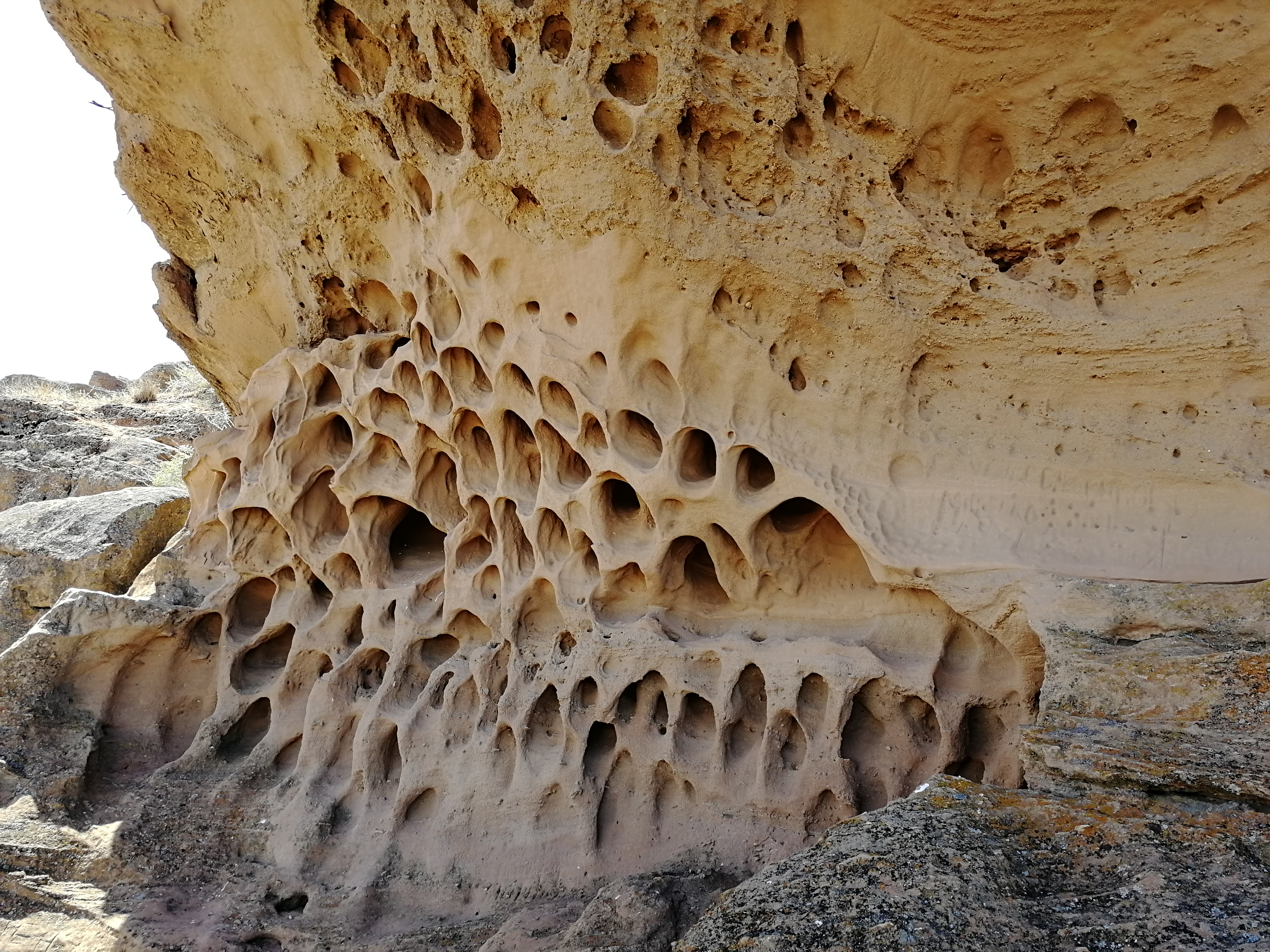
«Поющие скалы»

Гора представляет собой край соляного купола, перекрытого песчаниками, глинами и известняками. В 1958, 1961 и 1963 годах проводилось нивелирование с целью изучения характера и скоростей вертикальных тектонических движений локальных структур. В районе озера Баскунчак и Горы Большое Богдо был заложен полигон, который функционировал в рамках общего исследования Прикаспийской низменности. На основе измерений была создана схема современных тектонических движений. Всего было создано 13 реперов, где за условный 0 был принят репер №1 в посёлке Верхний Баскунчак. На вершине Большого Богдо быз установлен репер №9. По результатам исследования оказалось, что Баскунчакско соляно-купольная структура имеет скорость подъёма от 0,1 до 1,1 мм/год. Наибольшая скорость показана на репере №9 (вершина горы). Однако, в рамках этого исследования было показано что смыв пород составляет от 3 до 14 мм/год, в зависимости от угла склона и степени задёрнивания поверхности.
Подножие горы Богдо скрыто шлейфом осыпей, которые сформировались в процессе выветривания. На скалистых обрывах юго-западного склона можно видеть эффектные формы выветривания песчаников и других пород палеозойского возраста. Наличие неглубоких пещер, каменных ниш и столбов, карнизов и многочисленных углублений, похожих на гигантские соты, сделало Большое Богдо звучащей горой. Явление объясняется колебаниями воздуха между каменными столбами, сквозняками в сообщающихся пещерах. Поэтому в народе юго-западный склон называют «Поющие скалы».
А. П. Карпинский в 1880 году установил, что на горе отмечены первые в Европейской части России слои, относящиеся к триасу.
Во время Арало-Каспийской трансгрессии в четвертичном периоде Большое Богдо было островом в Арало-Каспийском море.
На скалах наблюдаются процессы корразии.

## Палеонтология
Большое Богдо — первое место в Восточной Европе, где были открыты амфибии из отложений достоверно триасового периода. Первой такой находкой стали зубы лабиринтодонтного типа, обнаруженные И. Б. Ауэрбахом и определённые в 1871 году как зубы мастодонзавра. В 1912 году в морских нижнетриасовых отложениях горы найдены фрагменты двух черепов крупных темноспондильных амфибий, которые академик П. П. Сушкин в 1927 году отнёс к родам Capitosaurus и Trematosaurus. Изучением окаменелостей амфибий из этих отложений также занимался палеонтолог и писатель И. А. Ефремов. В 1960 году из прибрежно-морских отложений нижнего триаса Большого Богдо описан новый вид и род темноспондильных амфибий — Inflectosaurus amplus.  Позднее темноспондильные находки из отложений горы дополнились за счёт Parotosuchus, Rhytidosteus и неопределённых Rhytidosteidae. Кроме того, в отложениях горы обнаружены аммониты (Tirolites cassianus и Dorikranites bogdoanus), рыбы, двустворки, филлоподы, остракоды и древние растения. Все эти окаменелости собраны из нижнетриасовых отложений верхнеоленёкского подъяруса.

## Растительный и животный мир
Гора Богдо является единственным в России местообитанием пискливого геккончика.
Учитывая важность сохранения здесь самобытного животного и растительного мира, Богдинско-Баскунчакский природный комплекс объявлен заповедником, где на площади 53,7 тыс. га установлен специальный природоохранный режим.
Классический маршрут восхождения — Эколого-туристический маршрут № 2. От юго-западного склона горы Большое Богдо, вдоль южного склона, затем вдоль восточного склона к тропинке, ведущей на вершину горы Б. Богдо. От вершины горы до Суриковской балки, затем вдоль неё к озеру Баскунчак и далее по берегу озера до Кордонской балки.

## Предания и легенды

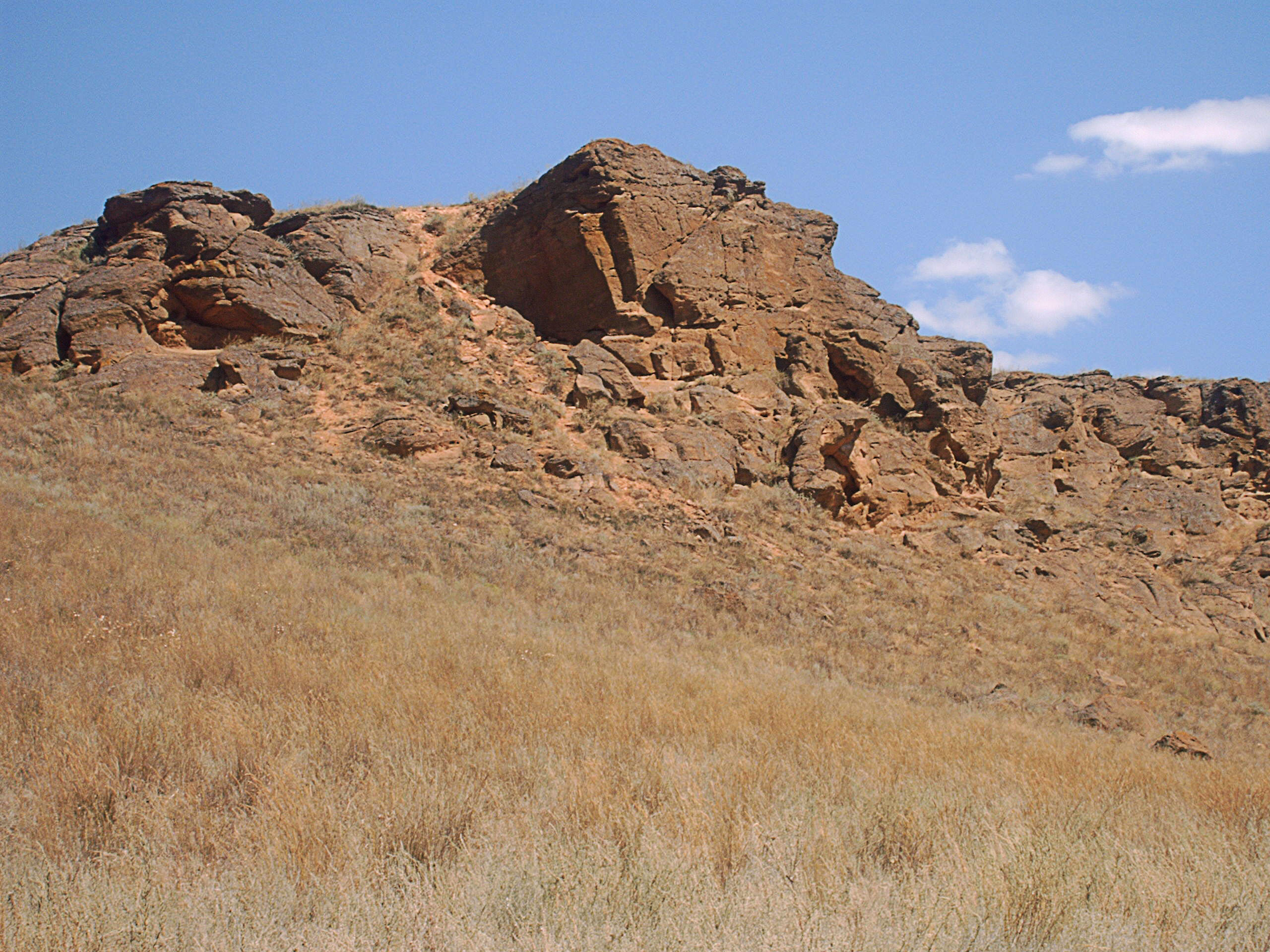
Часть рельефа горы

Гора Большое Богдо священна для некоторых калмыков. Они верят, что она освящена Далай-ламой и приходят ей поклоняться. В начале XX века на вершине горы располагалось буддийское обо и изваяние Белого Старца.
По одному преданию, гора Богдо образовалась из священного камня, который принесли калмыки-пилигримы с далёких гор Тянь-Шаня.
Академик Самуил Гмелин записал другое предание. Согласно ему, гора Большое Богдо стояла на берегах реки Урал, но двое святых калмыков решили перенести её на берега Волги. После долгих постов и молитв, калмыки взвалили её себе на плечи и понесли по нескончаемым знойным степям. Но в голове одного из них мелькнула греховная мысль и он упал под тяжестью ноши. Гора придавила его и окрасилась кровью, отчего одна её сторона красная до сих пор.